# Belize nos Jogos Pan-Americanos de 1999
Belize competiu nos Jogos Pan-Americanos de 1999, em Winnipeg, no Canadá.